# Fusagasugá
Fusagasugá est une municipalité du département de Cundinamarca en Colombie.

## Personnalités liées à la commune
- Luis Herrera, né en 1961, coureur cycliste professionnel (1984-1992)